# Cantone di Alfortville-Sud
Il Cantone di Alfortville-Sud era una divisione amministrativa dell'arrondissement di Créteil.
È stato soppresso a seguito della riforma complessiva dei cantoni del 2014, che è entrata in vigore con le elezioni dipartimentali del 2015.
Comprendeva solo parte del comune di Alfortville.